# Братец медвежонок
«Бра́тец медвежо́нок» (англ. Brother Bear) — американский анимационный музыкальный фэнтезийный комедийно-драматический фильм 2003 года, снятый студией Walt Disney Feature Animation и выпущенный студией Walt Disney Pictures. Он 44-й полнометражный мультфильм Disney. Он был снят Аароном Блейзом и Робертом Уокером (в их полнометражных режиссёрских дебютах) и спродюсирован Чаком Уильямсом по сценарию Тэба Мерфи, Лоурна Кэмерона и Дэвида Хоуслтона и команды сценаристов Стива Бенсича и Рона Фридмана. Главные роли озвучивали Хоакин Феникс, Джереми Суарес, Рик Моранис, Дейв Томас, Джейсон Райз (в его единственной роли в кино) и Д.Б. Суини. Мультфильм рассказывает историю подростка из Аляски по имени Кенай, когда он преследует медведя и убивает его, но Духи, возмущённые этой ненужной смертью, превращают Кеная в медведя в качестве наказания. Чтобы снова стать человеком, Кенай должен отправиться на гору, где огни касаются земли.
Мультфильм был третьим и последним, созданным в основном студией Feature Animation в Disney-MGM Studios в Орландо, штат Флорида; студия была закрыта в марте 2004 года, вскоре после выхода этого фильма в пользу компьютерно-анимационных фильмов. Мультфильм был 1 ноября 2003 года выпущен в США и 18 марта 2004 года в России, получил смешанные отзывы от критиков и получил номинацию за лучший анимационный полнометражный фильм на 76-й церемонии вручения премии «Оскар», проиграв фильму Pixar «В поисках Немо». Фильм заработал 250 миллионов долларов при бюджете в 46 миллионов долларов. Продолжение, «Братец медвежонок 2», было выпущено 29 августа 2006 года.

## Сюжет
Братья Ситка, Денахи и Кенай — палеоиндейцы, живущие во времена пост-ледникового периода. Племя, в котором они живут, поклоняется духам тотемов — в определённом возрасте каждый человек узнаёт от шамана о своём личном животном-покровителе и получает тотем, воплощающий какое-либо духовное качество. Кенаю достаётся тотем медведя, олицетворяющего любовь. Кенай крайне недоволен своим тотемом, так как считает, что любовь — качество, не присущее мужчине. Он становится объектом насмешек Денахи, но Ситка объясняет обиженному Кенаю, что сущность тотема не так проста, как это может показаться на первый взгляд. Кенай же не понимает, как медведь может олицетворять любовь, ведь в его понимании медведь — это бесчувственное и агрессивное создание.
После церемонии вручения тотема Кенай обнаруживает, что корзина с рыбой, которую он приготовил ранее по случаю обряда, украдена медведицей. Несмотря на уговоры Ситки, в приступе ярости он отправляется в погоню за зверем. Вскоре он обнаруживает медвежий след, ввязывается в драку с медведицей и терпит поражение. Подоспевшие на помощь Ситка и Денахи пытаются отвлечь её, но в итоге все трое оказываются в ловушке на краю ледяного выступа. В попытке спасти братьев Ситка провоцирует обвал ледника и вместе с медведицей падает в реку. Медведице удаётся спастись, но Ситка остаётся навечно погребённым под ледяной глыбой.
Посчитав, что в смерти Ситки виновата медведица, Кенай отправляется в новую погоню. Денахи отговаривает его, но всё тщетно. В конечном итоге Кенай настигает добычу на вершине горы. Убийство медведицы влечёт за собой цепь странных событий, в результате которых Кенай превращается в молодого медведя — это своеобразное наказание за совершённый им страшный поступок. Встретившись с Денахи, Кенаю приходится спасаться бегством, так как брат принимает его за ту медведицу, из-за которой в своё время погиб Ситка. Кенай падает с обрыва в реку и, добравшись до берега, падает без чувств. Проснувшись утром, он обнаруживает, что теперь может понимать речь животных, но люди не могут понять его медвежью речь. Танана, шаманка племени, объясняет Кенаю, что заклятие можно снять, посетив гору духов, «где огни касаются земли». Без дальнейших объяснений Танана пропадает, оставляя Кеная одного. Немного поблуждав по чаще, Кенай встречает двух лосей — Ратта и Тьюка. Не найдя общего языка с ними, Кенай спешит прочь, но тут же попадает в капкан. Выбраться из ловушки в одиночку он не в состоянии, и по счастливой случайности рядом оказывается потерявшийся медвежонок Кода. Несмотря на недовольство Кеная, Кода помогает ему освободиться. Тем временем, одержимый чувством мести, Денахи настигает их. Кенай тщетно пытается убедить его в том, что он — не медведь, и в результате вынужден спасаться бегством вместе с Кодой. На время они прячутся в тающем леднике, а утром отправляются в путь. Кода спешит добраться до нереста, где он надеется встретиться со своей мамой, а Кенай — к горе Духов.
Проведя почти сутки в дороге и в очередной раз избежав смерти от рук Денахи, Кода и Кенай добираются до нереста — места своеобразного «паломничества» медведей. Оказавшись в кругу новых пушистых друзей, Кенай наконец перестаёт видеть в медведях врагов. Однако радость быстро сменяется ужасом, когда медведи начинают делиться друг с другом событиями прошедшего года. Из уст Коды Кенай узнаёт о том, что убитая им медведица была ни кем иной, как его матерью. Скрепя сердце, Кенай находит в себе силы рассказать Коде о своём страшном поступке. Кода со слезами убегает в лес, Кенай бежит за ним, но не может найти. Он в одиночку идёт к горе духов. Туда же направляется и Денахи, ведомый духом умершего брата.
На вершине горы Кенай и Денахи вновь вступают в бой. Кенай не хочет ему навредить и просит Ситку как можно быстрее вернуть ему человеческий облик. Вскоре Денахи начинает одолевать Кеная. От гибели его спасает внезапно появившийся Кода. В ярости Денахи бросается за медвежонком, но удар берёт на себя Кенай. В тот же момент происходит чудо — зажигаются огни духов, и Ситка возвращает Кенаю прежний вид. Денахи понимает, что он пытался убить не просто медведя, а своего родного брата, и бросает копьё. Дух Ситки воссоединяется с Денахи и Кенаем, а Кода — со своей матерью. Но, когда медведица уйдёт, Кода останется и без матери, и без друга. Кенай, всем сердцем полюбивший медвежонка и понявший силу своего тотема, решает снова стать медведем. Об этом узнают и в племени; старая шаманка рада, что Кенай последовал своему тотему. Он в облике медведя окунает лапу в краску и оставляет свой след на скале среди отпечатков рук.

## Роли озвучивали
- Хоакин Феникс — Кенай, младший брат Ситки и Денахи. После того, как он убивает медведицу, духи превращают Кеная в медведя, чтобы научить видеть мир его глазами, чувствовать через чужое сердце и открывать истинное значение братства. Джон Э. Херст и Байрон Ховард выступили аниматорами Кеная в человеческой и медвежьей форме соответственно.
- Джереми Суарес — Кода, нахальный медвежонок гризли, который помогает Кенаю в его путешествии туда, где огни касаются земли. Алекс Купершмидт выступил аниматором Коды.
- Рик Моранис и Дейв Томас — Ратт и Тьюк, комичные канадские лоси. Они основаны на комедийном дуэте Боба и Дага, которых играют Моранис и Томас[4].
- Джейсон Райз — Денахи, средний брат. Это была единственная роль Джейсона Райза в кино до его смерти в 2004 году. Гарольд Гулд озвучивает старого Денахи.  Рубен А. Акино выступил аниматором Денахи.
- Д.Б. Суини — Ситка, старший брат
- Джоан Коупленд — Танана, шаманка племени Кеная.
- Майкл Кларк Дункан — Таг, мудрый старый медведь-гризли и лидер лососевых медведей.
- Грег Прупс — медведь-возлюбленный
- Поли Перретт — медведица-возлюбленная
- Эстель Харрис — старушка-медведица
- Дарко Сезар — иностранный хорватский медведь
- Пол Кристи и Дэнни Мастроджооргио — бараны
- Бампер Робинсон — бурундуки
- Ангаюкак Оскар Кавагли — рассказчик

Дополнительные актёры озвучивания: Патрик Пинни, Боб Берген, Роджер Бампасс, Роджер Роуз, Деби Дерриберри, Рэнди Креншоу, Фил Проктор, Джон Шваб, Билл Фармер, Памела Эдлон, Хоуп Леви и Шерри Линн.

## Производство

### Разработка
После успеха «Короля Льва» тогдашний председатель и главный исполнительный директор Disney Майкл Айснер призвал к мультфильмам, ориентированным на животных. Он предложил североамериканскую обстановку, черпая особое вдохновение из оригинальной пейзажной картины Альберта Бирштадта, которую он приобрёл. Героем решили выбрать медведя, короля леса. В то время первоначальная идея, которая была вдохновлена «Королём Лиром», была сосредоточена вокруг старого слепого медведя, который путешествовал по лесу со своими тремя дочерьми. В 1997 году ветеран-аниматор Аарон Блейз присоединился к проекту в качестве режиссёра, потому что он «хотел быть прикреплённым, чтобы [он] мог анимировать медведей», вскоре к нему присоединился со-режиссёр Роберт Уокер. Поскольку Блейз хотел более натуралистического сюжета, он и продюсер Чак Уильямс создали 2-страничный сценарий сюжета об отце и сына, в котором сын превращается в медведя, и под конец остаётся им. Томас Шумахер, тогдашний президент Walt Disney Feature Animation, одобрил пересмотренный сюжет и провозгласил: «Это идея века». Тэб Мёрфи, который был со-автором сценариев мультфильмов «Горбун из Нотр-Дама», «Тарзан» и «Атлантида: Затерянный мир», присоединился, чтобы написать ранний черновик сценария.
После того, как проекту был дан зелёный свет, Блейз, Уокер и художники сюжета отправились в исследовательскую поездку в августе 1999 года, чтобы посетить Аляску, где они путешествовали по Долине десяти тысяч дымов и Кадьяку. Они также путешествовали через национальному парку Денали и Кенайским фьордам, где посетили ледники Экзит и Холгейт. Год спустя производственная группа совершила дополнительные исследовательские поездки по Йеллоустонскому национальному парку, Гранд-Титону и Секвойе. Примерно в 2000 году сюжет превратился в сказку, в которой превращённого Кеная сопровождает пожилой медведь Гризз, которого должен был озвучить Майкл Кларк Дункан. Тем не менее, Блейз объяснил, что «мы боролись [с сюжетом], пытаясь привнести немного очарования в фильм. Так что мы превратили Гризза в медвежонка по имени Кода», который был озвучен Джереми Суаресом. Поскольку Блейз, Уокер и Уильямс наслаждались озвучиванием Дункана, был добавлен Таг, де-факто лидер медведей на миграции лосося.

### Кастинг
В марте 2001 года Хоакин Феникс подтвердил, что он был получил роль в фильме, воскликнув: «О, но забудьте о номинации Оскар (за „Гладиатор“). Настоящей вершиной является то, что я играю анимационного персонажа в фильме Disney. Разве это не самое лучшее? Я играю коренного американца, превращённого в медведя. Это называется „Медведи“. Не называйте меня главным человеком. Меня это не волнует. Я ведущий медведь. Я доволен!». После того, как создатели фильма услышали его записи с прослушивания для фильма «В поисках Немо», Джереми Суарес был выбран на роль Коды.
Как обычно для озвучивания анимации, Суарес и Феникс озвучивали свои роли отдельно, хотя они оба записывали вместе по крайней мере два раза. Озвучив братьев-лосей Ратта и Тьюка, Дейв Томас и Рик Моранис выступали одновременно на протяжении всего процесса записи. Оскар Кавагли, доцент, который преподавал курсы по философии коренных жителей Аляски в Аляскинском университете в Фэрбенксе, утверждал, что ему никогда не давали сценарий, а вместо этого ему дали «диалог, который они написали, который рассказывал коренной человек». Для своей роли рассказчика Кавагли перевёл диалог в письменной форме на юпикский язык и отправил перевод по факсу в студию Disney. Позже он записал свой перевод в студии Anchorage, когда его снимали на видео для анимации.

### Дизайн и анимация
Мультфильм рисованный, но включает некоторые CG-элементы, такие как «миграция лосося и бегство карибу». Художник Арман Серрано, говоря о процессе анимация в мультфильме, сказал, что «мы должны были проводить сеанс рисования жизни с живыми медвежатами, а также сеансы рисования и живописи на открытом воздухе в Fort Wilderness во Флориде три раза в неделю в течение двух месяцев […]». В 2001 году Барри Кузер и его команда поехали в Джексон-Хоул, Вайоминг и учились у западного художника-пейзажиста Скотта Кристенсена, где они научились: «упрощать объекты, сначала заставив пространственные измерения работать, а затем работать над деталями».
По словам Рубена Акино, аниматора Денахи, Денахи изначально должен был быть отцом Кеная; позже он был изменён на брата Кеная. Байрон Ховард, аниматор Кеная в облике медведя, сказал, что медведь по имени Гризз (который похож на Тага и озвучен тем же актёром) должен был играть роль наставника Кеная. Арт-директор Роб Руппель заявил, что концовка фильма изначально показала, как Кенай и Денахи собираются вместе раз в год, чтобы играть под северным сиянием.

## Музыка
После успеха саундтрека к «Тарзану» Филу Коллинзу была предложена возможность написать песни для «Братца медвежонка», а также позволить ему «написать музыку». Тем не менее, Коллинз объяснил: «Медленно начали подавать плохие новости о том, что я не буду петь всё это. Это было немного разочарованием, потому что я [обычно] пишу песни, которые пою сам». В то время как Коллинз написал шесть песен для фильма, он разделил обязанности по вокалу с Тиной Тёрнер, которая спела вступительную песню; группой Blind Boys of Alabama; и болгарским женским хором, который исполнил песню «Transformation». Текст песни Коллинза был впервые переведён на  аляскинско-инуитский язык. Затем выступление было организовано со-композиторами Коллинзом и Марком Манчиной и вокальным аранжировщиком Эдди Джобсоном.

## Премьера
Премьера мультфильма изначально была запланирована на весну 2004 года, а премьера мультфильма «Не бей копытом» была запланирована на осень 2003 года. Тем не менее, Дисней объявил, что «Братец медвежонок» выйдет осенью 2003 года, а «Не бей копытом» был отложен на весну 2004 года. Вопреки предположениям, писатель новостей Джим Хилл заявил, что смена даты выхода была не потому, что «Не бей копытом» страдал от переписи сюжета, а из-за продвижения «Братца медвежонка» в платиновом издании «Короля Льва». 15 июля 2003 года Disney объявила, что дата выхода будет перенесена на один уик-энд раньше. Однако вместо того, чтобы выйти на Хэллоуин, фильм вышел в субботу, 1 ноября 2003 года.
20 октября 2003 года состоялась премьера фильма в Новом Амстердаме, где среди других участников были губернатор штата Нью-Йорк Джордж Патаки и актёры Майкл Кларк Дункан и Эстель Харрис. После показа фильма Коллинз исполнил песню «No Way Out», прежде чем представить Тину Тёрнер на сцене, где она исполнила вступительную песню «Great Spirits».

### Выход на видео
30 марта 2004 года мультфильм был выпущен на VHS и DVD. DVD-релиз состоял из двух дисков, оба из которых были сертифицированы THX. Первый диск содержал широкоэкранную версию (соотношение сторон 1,66:1), а второй диск — оригинальную театральную версию (1,66:1 и 2,35:1). DVD также включал документальный фильм о производстве фильма, аудиокомментарий Ратта и Тьюка с возможностью визуального режима, галерею эскизов, рассказанную художниками, три удалённые сцены, две игры под названием «Find Your Totem» и «Bone Puzzleэ, а также два музыкальных клипа с Филом Коллинзом. К январю 2005 года фильм заработал 169 миллионов долларов на продажах и аренде домашнего видео. Только в апреле 2004 года было продано 5,51 миллиона DVD-копий фильма.
12 марта 2013 года фильм был выпущен в специальном издании Blu-ray в сочетании с его продолжением «Братец медвежонок 2».

### Игра
Игра была выпущена в 2003 году на Game Boy Advance, PC и мобильных телефонах.

## Восприятие

### Отзывы критиков
Мультфильм получил смешанно-негативные отзывы от критиков. По данным агрегатора Rotten Tomatoes, 
37 % из 131 обзоров были положительными, со средней оценкой 5,5 из 10. Сайт обобщает мнения критиков так: «„Братец медвежонок“ нежный и приятный, если не примечательный от Disney, с такой-то анимацией и общим сюжетом». На Metacritic мульфильм имеет рейтинг 48 из 100 на основе 28 отзывов, указывая на «смешанные или средние» отзывы. Аудитория, опрошенная CinemaScore, поставила фильму среднюю оценку «А» по шкале от A+ до F.
В телешоу At the Movies кинокритики Роджер Эберт и Ричард Роупер дали фильму положительные отзывы. В своей рецензии для Chicago Sun-Times Эберт написал, что фильм «не имеет фактора zowie „Короля Льва“ или „В поисках Немо“, но он скорее сладкий, чем захватывающий. Дети и их родители, скорее всего, будут общаться на совершенно разных уровнях, взрослые соединяются с передачей душ от человека к животному, а дети взволнованы приключенческими вещами». Кинокритик USA Today Клаудия Пуиг дала фильму 3 звезды из 4, похвалив фильм за его «послание терпимости и уважения к громким и ясным кольцам природы. А семейная аудитория угощается ярким фильмом с привлекательными персонажами». Кирк Ханикатт из The Hollywood Reporter назвал мультфильм «игривым фильмом, который прославляет природу и мир духов с поразительными образами и плавным сочетанием драмы и комедии».
Тодд Маккарти из Variety подытожил, что «„Братец медвежонок“ — очень мягкая анимационная запись от Disney с отчётливо переработанным ощущением [потому что] персонажи и повествование фильма просто не привлекают большого интереса, и сказка, вероятно, слишком решительно серьёзна, чтобы очаровывать маленького зрителя так, как лучшие фильмы Disney». Кеннет Туран из Los Angeles Times похвалил «богатство и текучесть его визуальных эффектов» и «удовлетворяющую концовку», но высмеял, что «„Братец медвежонок“ имеет привлекательность, которую нельзя отрицать. Однако слишком часто отсутствие в этом фильме свежего драматического подхода, а не его техника затрудняют принятие столько, сколько нам хотелось бы». Стивен Холден из The New York Times чувствовал, что мультфильм слишком похож на «Короля Льва». Позже он написал: «Этот роскошный фильм с великолепной радужной анимацией с большим содержанием сообщений, но с лёгким юмором».
Многие критики и зрители также отметили использование соотношения сторон в качестве устройства повествования. Фильм начинается со стандартного широкоэкранного соотношения 1,75:1 (аналогично соотношению 1,85:1, распространённому в кино США или соотношению 1,78:1 HDTV), пока Кенай — человек; кроме того, художественная режиссура и цветовая гамма фильма основаны на реализме. После того, как Кенай превращается в медведя, сам фильм также трансформируется: в анаморфированное соотношение сторон 2,35:1 и в сторону более ярких, более причудливых цветов и немного больше карикатурного направления. «Братец медвежонок» был первым фильмом со времён «Заклинателя лошадей», сделавшим широкоэкранный сдвиг. Это был единственный мультфильм, в котором была эта техника, до выхода «Симпсонов в кино» и «Зачарованной» в 2007 году.

### Кассовые сборы
В своем ограниченном прокате мультфильм был показан только в двух избранных кинотеатрах в Лос-Анджелесе, Калифорния и Нью-Йорке, заработав 291 940 долларов, в среднем 145 970 долларов за экран. Широкий прокат последовал 1 ноября 2003 года, расширившись до 3030 кинотеатров. Фильм занял второе место после «Очень страшного кино 3», заработав в прокате 18,5 миллионов долларов. Во второй уик-энд фильм заработал 18,6 миллионов долларов, конкурируя с новыми фильмами, таких как «Эльф» и «Матрица: Революция», заработав 44,1 миллиона долларов за три недели. Мультфильм заработал 85,3 миллионов долларов в США и Канаде и 165,1 миллионов долларов на международных территориях, в результате чего его общая сумма в мире составила 250,4 миллионов долларов.

### Награды и номинации
| Премия                        | Дата церемонии  | Категория | Получители | Результат |
| ----------------------------- | --------------- | --- | --- | --------- |
| Оскар                         | 29 февраля 2004 | Лучший анимационный полнометражный фильм                                                                              | Аарон Блейз и Роберт Уокер | Номинация |
| Энни                          | 7 февраля 2004  | Лучший анимационный полнометражный фильм                                                                              | «Братец медвежонок» | Номинация |
| Энни                          | 7 февраля 2004  | Выдающаяся анимация персонажей                                                                                        | Байрон Ховард | Номинация |
| Энни                          | 7 февраля 2004  | Выдающееся достижение за анимационные эффекты в анимационной постановке                                               | Джейсон Уолберт | Номинация |
| Энни                          | 7 февраля 2004  | Выдающееся достижение в области дизайна персонажей в полнометражном фильме                                            | Руна Беннике | Номинация |
| Энни                          | 7 февраля 2004  | Лучшая озвучка в анимационном полнометражном фильме                                                                   | Джереми Суарес | Номинация |
| Энни                          | 7 февраля 2004  | Лучшая музыка в анимационном полнометражном фильме                                                                    | Фил Коллинз и Марк Манчина | Номинация |
| Энни                          | 7 февраля 2004  | Выдающееся достижение за анимационные эффекты в анимационной постановке                                               | Джейсон Уолберт | Номинация |
| Выбор критиков                | 10 января 2004  | Лучший анимационный полнометражный фильм                                                                              | Аарон Блейз и Роберт Уокер | Номинация |
| Спутник                       | 21 февраля 2004 | Лучший анимационный фильм                                                                                             | «Братец медвежонок» | Номинация |
| Спутник                       | 21 февраля 2004 | Лучшая песня | «Great Spirits» | Номинация |
| Молодой актёр                 | 8 мая 2004      | Лучший семейный полнометражный фильм - Анимация                                                                       | «Братец медвежонок» | Номинация |
| Молодой актёр                 | 8 мая 2004      | Лучшее молодой актёр                                                                                                  | Джереми Суарес | Номинация |
| Общество кинокритиков Флориды | 2 января 2004   | Лучший анимационный фильм                                                                                             | Аарон Блейз и Роберт Уокер | Номинация |
| Golden Reel Awards            | 2004            | Выдающееся достижение в монтаже звука - звуковые эффекты, фоли, диалог и ADR для анимационного полнометражного фильма | Ричард Андерсон и Майк Чока (главные звукомонтажёры) Рубен Саймон (главный редактор Фоли) Стив Ли и Пьеро Мура (звукомонтажёры) | Номинация |
| Сатурн                        | 5 мая 2004      | Лучший анимационный фильм                                                                                             | «Братец медвежонок» | Номинация |

## Другие медиа
Песня «Welcome», написанная Филом Коллинзом, была использована в качестве тематической песни для Walt Disney’s Parade of Dreams во время Happiest Homecoming on Earth, празднования 50-летия Диснейленда. Для парада песня немного была изменена и была исполнена ансамблем.

### Отменённый мультсериал
Disney Television Animation планировала создать мультсериал под названием «Братец медвежонок: Сериал» для Disney Channel. Ветеран «Симпсонов» Пит Мишельс должен был управлять сериалом, и ему разрешили посмотреть копию фильма, чтобы он мог построить пилот. Действие должно было происходить сразу после событий фильма и рассказывать о том, как Кенай и Кода принимали других осиротевших животных в свою семью. Джереми Суарес, Рик Моранис и Дейв Томас должны были повторить свои соответствующие роли, в то время как Уилл Фридл заменил бы Хоакина Феникса на роль Кеная. Хотя тестирование пилотного эпизода было положительным, он не был принят, так как руководители Disney Channel считали, что адаптация фильма в виде сериала была «контпродуктивной» для их цели — попытаться охватить подростковую аудиторию, в сочетании с тем фактом, что фильм показал результаты ниже ожиданий.

### Сиквел
Direct-to-video-сиквел под названием «Братец медвежонок 2» вышел 29 августа 2006 года. Он фокусируется на продолжающихся приключениях Кеная и Коды. В то время как первый фильм посвящён отношениям Кеная с Кодой, этот больше фокусируется на его связи с девушкой из его прошлого, Нитой.